# Медиавосприятие
Медиавосприятие (англ. — media perception) — это восприятие «медиареальности», чувств и мыслей авторов медиатекстов, выраженных в аудиовизуальном, пространственно-временном образе. Медиавосприятие как объект изучения имеет междисциплинарный статус, являясь предметом таких наук как психология, педагогика, искусствоведение и философия. Термин «медиавосприятие» определяется в медиаобразовании как одна из составляющих медиакомпетентности.

## Роль в медиаобразовании
А. В. Федоров, а также другие участники его научной школы "Медиаобразование и медиакомпетентность" изучали процесс медиаобразования в современных средних и высших учебных заведениях. Медиаобразование рассматривалось ими как способ приобретения медиакомпетенций учениками (студентами) и преподавателями, то есть приобретение таких навыков и умений, которые способствовали бы восприятию и пониманию различного рода информации, развитию критического мышления, способности использования и анализа медиатекстов и т.д.. Развитие медиавосприятия определялось исследователями в качестве составляющей процесса медиаобразования и обретения определенных компетенций. Медиавосприятие в данной концепции рассматривается в качестве восприятия конкретно экранных материалов. При этом должны учитываться визуальные, звуковые и пространственно-временные характеристики просматриваемого произведения, а также уже имеющиеся у зрителя навыки восприятия.
В своей концепции определения уровня развития аудитории по отношению к медиакультуре Федоров рассматривает в качестве одного из показателей подобного развития уровень восприятия аудиторией медиатекстов. Тем самым предполагается, что развитая аудитория должна не только знать медиатексты, ориентироваться в них, использовать их и иметь мотивы к их прочтению, но и анализировать медиатексты в их соотношении к позиции автора.
Выделяемые показатели:
- «понятийный» (знания истории и теории медиакультуры, конкретных медиатекстов);
- «сенсорный» (частота общения с медиаинформацией, умение ориентироваться в ее потоке, то есть выбирать любимые жанры, темы и т.д.);
- «мотивационный» (эмоциональные, гносеологические, гедонистические, нравственные, эстетические мотивы контакта с медиакультурой, описанные в частности у З.Фрейда, К.Хорни, Г.Олпорта, Э.Фромма и др.);
- «оценочный» или «интерпретационный» (уровень восприятия, способность к аудиовизуальному мышлению, анализу и синтезу пространственно-временной формы повествования медиатекстов, к «отождествлению» с героем и автором, к пониманию и оценке авторской концепции в контексте структуры произведения);
- «креативный» (уровень творческого начала в различных аспектах деятельности на медиаматериале, прежде всего в перцептивной, художественной, исследовательской, практической, игровой и др.)"[2]

### Классификация уровней медиавосприятия[2]
| Уровень первичной идентификации     | Эмоциональная, психологическая связь с медиасредой, фабулой (цепью событий) повествования, то есть способность воспринимать цепь событий в медиатексте (к примеру, отдельные эпизоды и сцены фабулы), наивное отождествление действительности с содержанием медиатекста, ассимиляция среды (эмоциональное освоение реальности, представленной в медиатексте и т.п.).                                                                                            |
| Уровень «вторичной идентификации»   | Отождествление с персонажем медиатекста. То есть способность сопереживать, поставить себя на место героя (ведущего), понимать его психологию, мотивы поступков, восприятие отдельных компонентов медиаобраза (деталь и т.д.). |
| Уровень «комплексной идентификации» | Отождествление с автором медиатекста при сохранении «первичной» и «вторичной» идентификации (с последующей интерпретацией увиденного). То есть способность соотнесения с авторской позицией, что позволяет предугадать ход событий медиатекста «на основе эмоционально-смыслового соотнесения элементов сюжета», восприятия «авторской мысли в динамике звукозрительного образа», синтеза «мыслей и чувств зрителя в образных обобщениях» (Усов, 1989, с. 314). |

Федоров отмечает, что данная классификация не является полной для описания проявлений медиавосприятия. Обладать уровнями возможно как в полной мере, так и в неразвитом состоянии.

### Основные характеристики медиавосприятия
- Определение структуры медиатекста в соотношении с его визуальным, звуковым, пространственным и временным содержанием
- Определение контекста
- Определение концепции и позиции автора
- Соотнесение структуры медиатекста с позицией автора

## Соотношение с другими типами восприятия
Согласно работе О. В. Орловой, восприятие продуктов медиа обладает определенными отличительными характеристиками, которые оно получает от медиа как среды. В своей статье Орлова проводит сравнительный анализ трех типов восприятия: психологического, художественного и медиавосприятия. Для каждого из рассмотренных типов она определяет следующий ряд характеристик:
- Психологическое восприятие "выполняет функцию отбора путем сравнения новых впечатлений со старыми, сохраненными в памяти; узнавания; сопоставления с представленными эталонами; классификации; интерпретации"[6]. Таким образом, психологическое восприятие основывается на узнавании и привычках
- Художественное восприятие основано на выявлении неординарных связей и качеств
- Медиавосприятие основано на двух характеристиках: как на "опривычивании" материала, так и на выделении нестандартных связей

Последнее происходит по причине двойственной природы медиатекстов. С одной стороны, пишет Орлова, медиапродукция имеет широкие масштабы распространения, а также быстрый темп обновления предоставляемой информации. Данные свойства объектов медиапродукции требуют от них способов удержания аудитории, основывающихся на привычном и стабильном (символика, слоганы, цвета и др.). С другой стороны, медиапродукция должна не только удерживать аудиторию, но и привлекать ее с помощью неожиданных материалов, разрушающих привычное.
Также медиавосприятие обладает одной отличительной чертой, которая появилась с развитием медиапространства как интерактивного поля, предоставляющего возможность комментировать, общаться, голосовать. Орлова пишет, что нынешнее медиапространство порождает эффект присутствия.
Таким образом, автор выделяет основную отличительную характеристику медиавосприятия — ориентацию аудитории на коммуникацию. То есть в медиавосприятии взаимодействие аудитории и медиапродукта или автора медиапродукта рассматривается как интерактивное. Для психологического и художественного восприятия отношения односторонние: от аудитории (субъекта) на предмет — для психологического; от автора произведения на аудиторию — для художественного.
Также выделяется ряд других характеристик медиавосприятия:
- Взаимодействие медиапродукта и аудитории происходит опосредованно, через слова и информационные технические средства
- Взаимодействие может являться как актом чувственного, так и актом эстетического восприятия
- Аудитория воспринимает как собственные психологические установки (индивидуальное состояние), так и авторские установки (идеи автора медиатекста)